# Henry Chirholm
Henry Lorentz Møller Chirholm (4. marts 1919 – 1998) var en dansk dykker og modstandsmand i en militærgruppe løst tilknyttet BOPA og blev senere søofficer.
Han var under besættelsen artilleri-math ved Søværnets Dykkerskole og udførte i april 1945 flere sabotageaktioner mod den tyske krydser Nürnberg, der lå til kajs i Københavns Frihavn. Efter befrielsen fortsatte Chirholm i Søværnet, hvor han som dykker bl.a. var med til at rydde Århus Havn for ammunition, som var blevet spredt ud over havnen og den nærmeste by ved 4. juli-katastrofen i 1944, hvor en tysk lægter lastet med ammunition sprang i luften.
Chirholm fortsatte sin karriere i Søværnet og var ved sin pensionering i 1979 kaptajnløjtnant.